# Kluyveromyces marxianus
Kluyveromyces marxianus är en svampart som först beskrevs av Emil Christian Hansen, och fick sitt nu gällande namn av Van der Walt 1971. Kluyveromyces marxianus ingår i släktet Kluyveromyces,  och familjen Saccharomycetaceae.   Inga underarter finns listade.
K. marxianus används kommersiellt för att framställa enzymet laktas på samma sätt som man gör med andra svampar, såsom de ur släktet Aspergillus. Den produceras som en näringsjäst och bindemedel till djurfoder, och är en källa till ribonukleinsyra inom medicin.
Jämfört med andra svampar i samma släkte, såsom Kluyveromyces lactis, har K. marxianus både ett bredare substratspektrum, högre tillväxthastighet, termotolerans och en lägre tendens att fermentera när den utsätts för sockeröverflöd.